# Serviço Nacional de Aprendizagem Industrial
Serviço Nacional de Aprendizagem Industrial (SENAI) é uma instituição privada brasileira de interesse público, sem fins lucrativos, com personalidade jurídica de direito privado, estando fora da administração pública. Foi apontado pela Organização das Nações Unidas (ONU) em 2014 como uma das principais instituições educacionais do Hemisfério sul. Compõe o chamado Terceiro Setor.

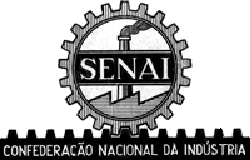
Primeira logomarca do SENAI/CNI.

O Serviço Nacional de Aprendizagem Industrial (SENAI) foi criado pelo decreto-lei 4.048 de 22 de janeiro de 1942. 

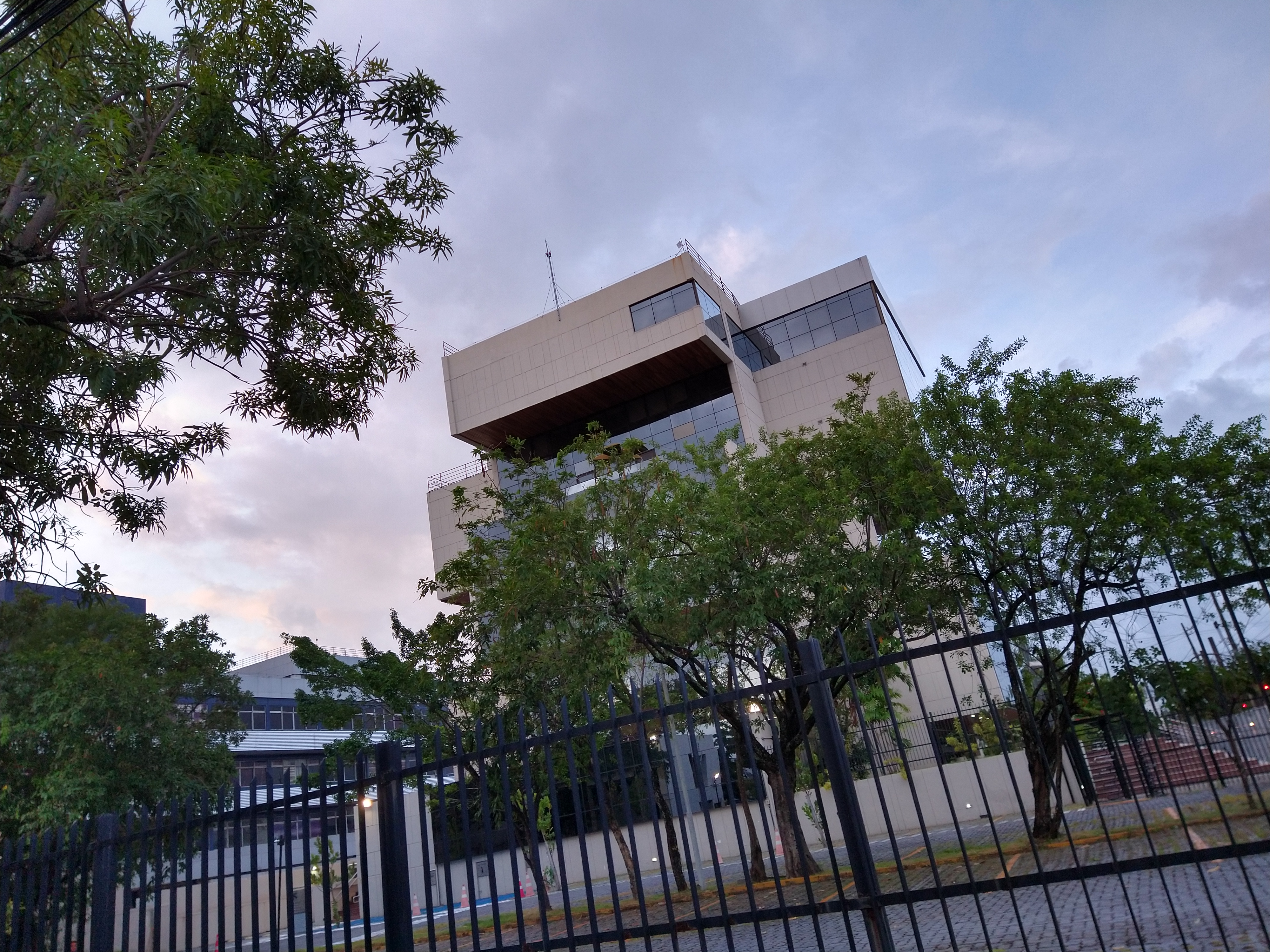
sede do SENAI Pernambuco em maio de 2022.

Desde 2009 o SENAI, junto com o Ministério da Ciência e Tecnologia, por meio do Conselho Nacional de Desenvolvimento Científico e Tecnológico (CNPq) leva para a sociedade edital para estimular possibilidades de soluções inovadoras dentro das empresas. Para apresentar os resultados dos projetos foi criado, em diferentes estados, um evento chamado de INOVA.

## Diretores-gerais
| Nº | Nome                            | Período      | Local de Nascimento | Ref   |
| -- | ------------------------------- | ------------ | ------------------- | ----- |
| 1  | João Lüderitz                   | 1942 – 1947  | Rio Grande do Sul   | [ 6 ] |
| 2  | Joaquim Faria Góes Filho        | 1948 – 1960  | Bahia               |       |
| 3  | Abelardo de Oliveira Cardoso    | 1960 – 1961  | Minas Gerais        |       |
| 4  | Roberto Hermeto Corrêa da Costa | 1941 – 1946  | Minas Gerais        |       |
| 5  | Paulo Affonso Horta Novaes      | 1962 – 1964  | Rio de Janeiro      |       |
| 6  | Ítalo Bologna                   | 1964 – 1975  | Minas Gerais        |       |
| 7  | Sady Boano Mussoi               | 1975 – 1977  | Rio Grande do Sul   |       |
| 8  | Saulo Diniz Swerts              | 1977 – 1980  | Minas Gerais        |       |
| 9  | Arivaldo Silveira Fontes        | 1980 – 1992  | Sergipe             |       |
| 10 | Alexandre Figueira Rodrigues    | 1992 – 2000  | Rio de Janeiro      |       |
| 11 | José Manuel de Aguiar Martins   | 2000 – 2010  | Maranhão            | [ 7 ] |
| 12 | Rafael Lucchesi                 | 2011 – 2023  | Rio de Janeiro      | [ 8 ] |
| 13 | Gustavo Leal Sales Filho        | 2023 – atual | Bahia               |       |

## Participação em competições

### Internacionais
O SENAI, representando o Brasil, é considerado uma das melhores entidades de educação profissional do mundo segundo o presidente da World Skills, Tjerk Dusseldorp. Ele também realiza uma conexão importante do World Skills com os países da América Latina.
No 40° World Skills realizado no Canadá, o SENAI conquistou três medalhas de ouro, quatro de prata, duas de bronze e quatro diplomas de excelência levando o Brasil a se posicionar como o terceiro país em medalhas.
O SENAI conseguiu trazer para o Brasil 519,20 pontos ficando em quarto lugar no quadro geral, atrás apenas da Coreia do Sul (524,62), Suíça (520,09) e República da Irlanda (519,64).
Na WorldSkills 2011, realizada no Reino Unido, o Brasil, representado pelo SENAI, conquistou onze medalhas - seis de ouro, três de prata e duas de bronze - além de dez diplomas excelência. Na classificação geral, ficou em segundo lugar atrás apenas da Coreia do Sul. Esta foi a melhor posição do Brasil no torneio até 2015, quando ficou em primeiro lugar, conquistando 6 medalhas de ouro, 3 de prata e 2 de bronze.
Na última competição, realizada em 2019 em Kazan, na Rússia, o Brasil ocupou a terceira posição, com um total de 13, sendo 2 de ouro, 5 de prata, 6 de bronze.
Em 2024, o Brasil participa da 47ª edição, que está sediada em Lyon, na França, com a 2ª maior delegação composta por 64 competidores mais delegados técnicos, experts e intérpretes. Só fica atrás da China, com quatro competidores a mais.
Desde 2011, o país figura entre o top 5 da competição.